# King Charles Spaniel
King charles spaniel [Nota] é uma raça canina oriunda do Reino Unido. É dito que estes caninos serviram de base para os cruzamentos que geraram os cavalier king charles spaniel. Hoje raros, foram cães famosos em sua terra natal e na América do Norte. Sob os cuidados de Carlos II de Inglaterra, seus três diferentes padrões de pelagem foram nomeados em homenagem ao rei. De temperamento classificado como amável, é um animal que representa dificuldade moderada para donos inexperientes. Fisicamente tem a pelagem comprida e densa; raça pequena, pode atingir os 27 cm e pesar 6 kg.